# Istme de Panamà
L'istme de Panamà és la porció estreta de terra entre la mar Carib i l'oceà Pacífic que alhora connecta l'Amèrica Central amb l'Amèrica del Sud. S'hi troba l'estat de Panamà i el canal de Panamà. Com altres istmes, la seva localització ha tingut un valor estratègic comercialment.
Va ser format fa tres milions d'anys durant l'era del Pliocè. El 1695, el Parlament d'Escòcia aprovar el Pla Darién i va concedir una carta a la Companyia d'Escòcia, que va establir un assentament el 1698 a l'istme de Panamà. Assetjada pels colons espanyols veïns de la Nova Granada, i afectada per la malària, la colònia va ser abandonada dos anys més tard. El pla Darién va ser un desastre financer per a Escòcia —una quarta part del capital escocès es va perdre en l'empresa— i va acabar amb les esperances escoceses d'establir el seu propi imperi a l'estranger.